# Suhrer See
Der Suhrer See ist ein See in der Stadt Plön in Schleswig-Holstein, östlich der Bundesstraße 76 und südlich des Behler Sees. Er liegt in der Holsteinischen Schweiz, ist umgeben von einer hügeligen Moränenlandschaft und Teil des Naturschutzgebietes Suhrer See und Umgebung.
Der Suhrer See hat eine unregelmäßige Form (mit zwei breiten Buchten im Süden und Nordosten) mit einer maximalen Länge von ca. 2,2 Kilometern (in Südwest-Nordost-Richtung). Er hat eine Größe von etwa 136 Hektar und eine maximale Tiefe von ca. 25 Metern. Im Norden des Sees befindet sich eine kleine Insel von etwa 30 Metern Durchmesser. 
Der Suhrer See entwässert im Nordwesten in den Langensee/Behler See. Aufgrund seines sehr kleinen Einzugsgebiets – das zudem in vielen Teilen aus Wald besteht – ist der Suhrer See nährstoffarm und hat eine seltene Vegetation an seinen Ufern und im Unterwasserbereich. Er zählt zu den saubersten Seen Schleswig-Holsteins.
Seit 2006 befindet sich der Suhrer See im Besitz der Firma Dan Lachs GmbH.

## Sonstiges
In der südlichen Bucht bei Hohenrade und in der nordöstlichen Bucht bei Niederkleveez befinden sich Badestellen.
Unmittelbar am Suhrer See wurde ab 1941 das Lager Stadtheide errichtet, auf dem sich ab April 1945 das Barackenlager Objekt Forelle, eine alternative Schaltstelle der Marine-Nachrichtenverbindungen während der Regierung Dönitz befand und bis 1993 Teilbereiche der Fünf-Seen-Kaserne.